# Georges Chastellain
Georges Chastellain  (* 1405 in Gent; † 20. März 1475 in Neuss) war ein flandrischer Dichter und Chronist mittelfranzösischer Sprache am burgundischen Hof Philipps des Guten und Karls des Kühnen.

## Leben und Werk
Chastellain studierte in Löwen. Er wurde 1457 Ratgeber des Herzogs Philipp der Gute und stieg am burgundischen Hof zum anerkannten Meister der Dichtung und der Historiographie auf (Nachfolger: Jean Molinet). Sein Zeitgenosse Olivier de la Marche nannte ihn „la perle et l’étoile de tous les historiographes“. 1473 wurde er von Karl dem Kühnen während des Festes des Ordens vom Goldenen Vlies zum Ritter geschlagen (aber nicht als Ordensritter aufgenommen). Chastellain, der auch als Kriegsmann viel herumgekommen war, trug den Beinamen „Der Abenteurer“ (L’Adventureux). Er fiel bei der Belagerung von Neuss. Sein umfangreiches chronistisches und poetisches Werk wurde von Joseph Kervyn de Lettenhove herausgegeben und vor allem seit ca. 1970 intensiv erforscht.

## Werke
- Oeuvres de Georges Chastellain, hrsg. von Joseph Kervyn de Lettenhove,  8 Bde., Brüssel, Heussner,  1863–1866.
  - 1. Chronique. 1419–1422.
  - 2. Chronique. 1430–1431, 1452–1453.
  - 3. Chronique. 1454–1458.
  - 4. Chronique. 1461–1464.
  - 5. Chronique. 1464, 1466–1468, 1470.
  - 6-8. Œuvres diverses.

### Moderne Ausgaben
- Le temple de Bocace, hrsg. von Susanna Bliggenstorfer, Bern, Francke, 1988.
- Chronique. Les fragments du livre IV révélés par l'"Additional manuscript" 54156 de la "British Library" [1456–1457 und 1458–1461], hrsg. von Jean-Claude Delclos, Genf, Droz, 1991.
- Le miroir de mort, kritisch hrsg. von Tania Van Hemelryck, Louvain-la-Neuve 1995
- (mit Jean Montferrant und Jean Robertet) Les Douze Dames de Rhétorique, hrsg. von David Cowling, Genf, Droz, 2002.
- Les exposicions sur verité mal prise. Le "Dit de verité", hrsg. von Jean-Claude Delclos, Paris, Champion, 2005.
- Le livre de paix, hrsg. von Tania Van Hemelryck, Paris, Champion, 2006.

### Handbuchinformation
- Laffont-Bompiani. Le nouveau dictionnaire des auteurs de tous les temps et de tous les pays, Paris 1994, S. 645–646 (Reihe Bouquins).
- Armand Strubel, „Chastellain, Georges“, in: Dictionnaire des écrivains de langue française, hrsg. von Jean-Pierre Beaumarchais, Daniel Couty und Alain Rey, Paris, Larousse, 2001, S. 331.